# 시스코 (가수)
시스코 (Sisqó, 1978년 11월 9일~)는 미국의 R&B 가수이자 배우이다. 그는 R&B 그룹 드루 힐의 리드 싱어와 국제적으로 히트가 되었던 첫 번째 솔로 LP 《Unleash the Dragon》에 수록되었던 노래 〈Thong Song〉으로 잘 알려져있다. 또한 그의 노래 〈Incomplete〉는 빌보드 싱글 HOT 100에서 2000년 8월 12일부터 2주간 1위를 기록하였다.